# Batalha da Montanha do Lobo-branco

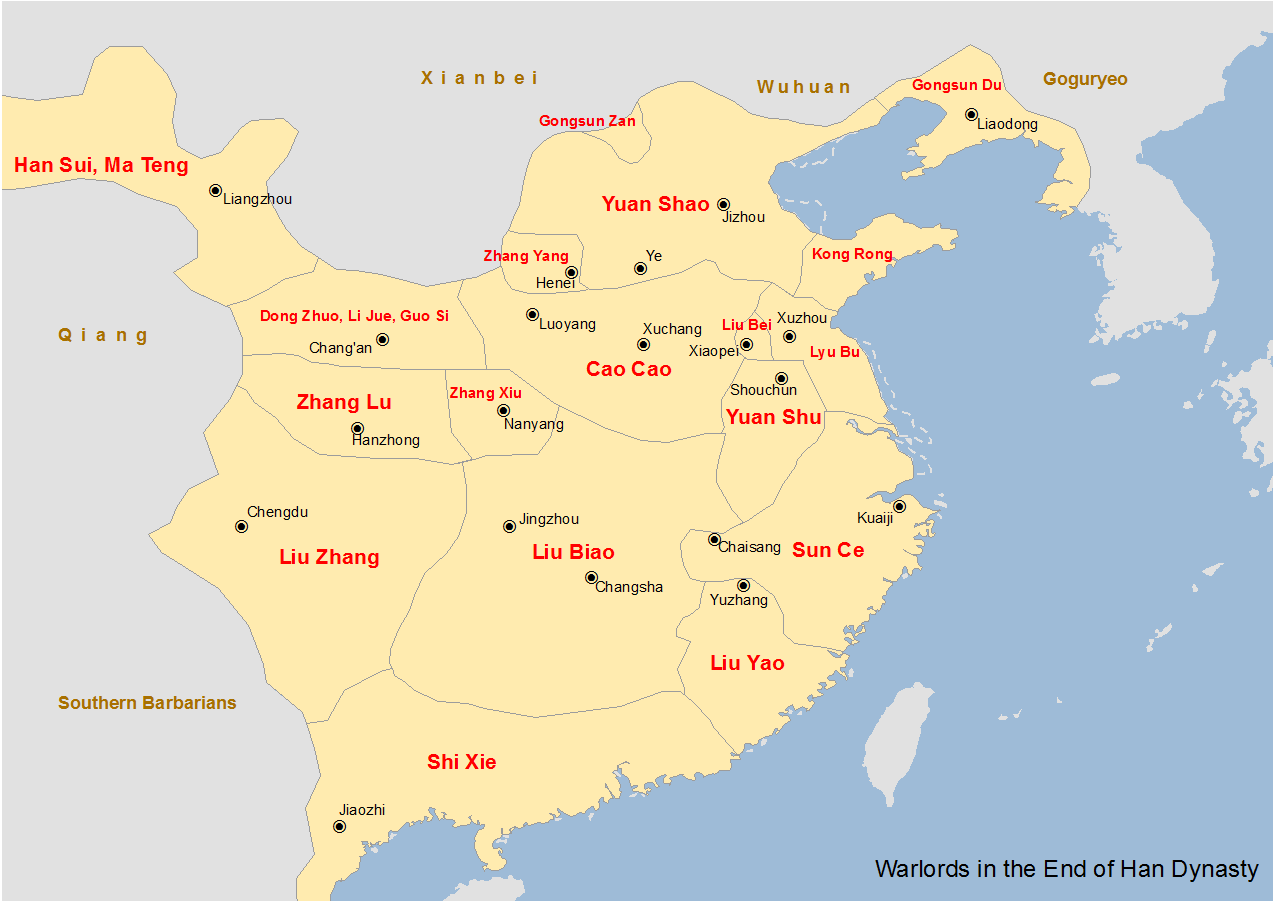
Mapa mostrando os principais senhores da guerra na China na década de 190, antes do fim definitivo da dinastia Han em 220.

A batalha da Montanha do Lobo-branco foi uma batalha travada em 207 d.C., no final da dinastia Han, entre os senhores da guerra Cao Cao e Yuan Shang. A batalha surpresa teve lugar na China setentrional, além das fronteiras da dinastia Han. A vitória obtida por Cao Cao acabou com as esperanças dum domínio Wuhuan, que tornaram-se menos influentes, perderam forças e gradualmente foram absorvidos na China ou nas tribos Xianbei.

## Contexto
A vitória de Cao Cao na batalha de Guandu foi decisiva e propiciou uma viragem na luta pelo poder com Yuan Shao. Yuan Shao morreu dous anos depois, e o seu filho mais novo, Yuan Shang, foi feito seu sucessor. O seu filho mais velho, Yuan Tan, ficou furioso e lutou contra o seu irmão mais novo. Isto acabou num conflito interno entre as forças de Yuan Shao; os conselheiros de Yuan Shao e os seus antigos generais também ficaram divididos entre as duas facções do conflito — uma apoiou Yuan Shang, enquanto a outra apoiou Yuan Tan. Cao Cao aproveitou a oportunidade para lançar um ataque à base de Yuan Tan em Liyang. Yuan Tan aliou-se com Cao Cao contra Yuan Shang, mas Cao Cao acusou-o de ter violado alguns termos da aliança e matou-o em batalha. Por outro lado, Yuan Shang foi derrotado por Cao Cao e foi a Norte para juntar-se a um irmão seu, Yuan Xi.

## A batalha
No outono do oitavo mês lunar, tendo chegado o exército de Cao Cao ao vale do rio Daling (大凌河), Tadun e seus aliados repararam que estava a avançar o inimigo e abandonaram as suas posições preparadas, indo ao encontro de Cao Cao no Norte. Tadun, juntamente com Yuan Shang, Yuan Xi e os dous chanyus Wuhuan, Louban e Wuyan (烏延), foram ao encontro das forças de Cao Cao na Montanha do Lobo Branco (白狼山; perto do actual Lingyuan, Liaoning)
O encontro foi repentino para ambas partes. Confrontados com uma força inimiga muito grande numericamente, os homens pouco armados de Cao Cao tiveram medo. Os Wuhuan, por outra parte, estavam evidentemente despreparados para a batalha, porque não estavam nas formações adequadas nem tinham tomado a iniciativa de perturbar a marcha de Cao Cao. Cao Cao subiu uma elevação para observar as formações inimigas. Ele viu que os Wuhuan estavam desordenados e imediatamente disse aos seus soldados para aproveitar esta fraqueza. Com o general Zhang Liao a liderar a ofensiva, a força leve derrotou a cavalaria Wuhuan, e a brigada de Cao Chun capturou Tadun. Em pouco tempo, Tadun e muitos dos seus homens tinham sido mortos, e a batalha tinha findado. Mais de 200 000 soldados chineses e homens da tribo Wuhuan renderam-se a Cao Cao.

## Consequências
A vitória obtida por Cao Cao acabou com as esperanças dum domínio Wuhuan, que tornaram-se menos influentes, perderam forças e gradualmente foram absorvidos na China ou nas tribos Xianbei. Yuan Shang e Yuan Xi foram a Liadong à procura de protecção baixo o senhor da guerra Gongsun Kang, em 207, mas Gongsu matou-os, possivelmente por considerá-los uma ameaça à sua autoridade. Desta maneira, a maioria da China setentrional foi unificada baixo o controlo de Cao Cao, que pôde direccionar a sua atenção a Sul.